# بيتر ارين (موسيقي)
بيتر ارين (بالإنجليزية: Peter Warren)‏ هو موسيقي أمريكي، ولد في 21 نوفمبر 1935 في هيمبستيد في الولايات المتحدة.

## وصلات خارجية
- بيتر ارين على موقع ميوزك برينز (الإنجليزية)
- بيتر ارين على موقع أول ميوزيك (الإنجليزية)
- بيتر ارين على موقع ديسكوغز (الإنجليزية)